# Kampaň proti pravičákům
Kampaň proti pravičákům (čínsky 反右派运动) byla politická kampaň vedená Mao Ce-tungem na konci 50. a začátku 60. let 20. století v návaznosti na Hnutí sta květů. V jejím rámci bylo označeno za „pravičáky“ (a tím nepřítele lidu) mezi 300 000–700 000 intelektuálů i dalších nepohodlných členů Komunistické strany Číny a odstraněno z veřejného života.

## Historické pozadí
V polovině roku 1957 byli v rámci Hnutí sta květů čínští intelektuálové vyzváni k tomu, aby se kriticky vyjádřili k tamějšímu režimu a pomohli tím k jeho zlepšení. S tím, jak vyšla najevo všeobecná nespokojenost intelektuálů s komunistickým režimem, obrátil Mao Ce-tung princip třídního boje proti „reakčním intelektuálům“ a učinil z nich cíl této kampaně.
Do roku 1957 byli ve vedení KS Číny buď vlastenečtí nekomunističtí liberálové, kteří se chtěli dostat k moci, anebo „vnější kádři“, členové strany ustanovení ještě před rokem 1949.